# August Wild (Politiker, 1881)
August Wild (* 12. Dezember 1881 in Idar-Oberstein; † 8. Juni 1953 ebenda) war ein deutscher Politiker (SPD/USPD/KPD/SAP). Er war Mitglied des Oldenburgischen Landtages.

## Leben
Wild, Sohn eines Goldschmieds, lernte selbst den Beruf des Vaters und arbeitete als Graveur. Von 1900 bis 1903 leistete er seinen Militärdienst in einem Garde-Grenadierregiment in Spandau. Vermutlich trat er bereits 1914 der SPD bei. Von 1914 bis 1918 nahm er am Ersten Weltkrieg teil. Während dieser Zeit wurde er Mitglied der USPD und war später führender Funktionär dieser Partei in seinem Wohnort Idar-Oberstein sowie im Hunsrück. Von Oktober 1919 bis 1923 war er Mitglied des Gemeinderates in Oberstein und gehörte seit 1920 dem Birkenfelder Landesausschuss an. Der Landesteil Birkenfeld gehörte als linksrheinische Exklave zum Freistaat Oldenburg. Im Juni 1920 trat Wild als Kandidat für die USPD bei den Reichstagswahlen an.
Er war im März 1922 Delegierter zum Bezirksparteitag der KPD-Mittelrhein in Köln und wurde dort in den Bezirksausschuss gewählt. Von 1923 bis 1925 war er für die KPD Abgeordneter im Oldenburgischen Landtag. Kurze Zeit später wurde Wild wieder Mitglied der SPD, für die er bei den Neuwahlen im Mai 1925 ebenfalls in den Birkenfelder Landesausschuss einzog (bis Mai 1928). 1931 wurde er Mitglied der SAP, trat jedoch politisch nicht mehr hervor.
Wild starb am 8. Juni 1953 in seinem Geburtsort.